# Gillian Russell
Gillian Claire Russell-Love, jamajška atletinja, * 28. september 1973, Okrožje Saint Andrew, Jamajka.
Russell-Love je nastopila na olimpijskih igrah v letih 1992 in 1996, ko je osvojila bronasto medaljo v štafeti 4×100 m, v teku na 100 m z ovirami se je leta 1992 uvrstila v polfinale. Na svetovnih dvoranskih prvenstvih je osvojila srebrno medaljo v teku na 60 m z ovirami leta 1997, na igrah Skupnosti narodov pa naslov prvakinje v teku na 100 m z ovirami in bronasto medaljo v štafeti 4x100 m leta 1998.